# فيديل أورتيز
فيديل أورتيز (بالإسبانية: Fidel Ortiz)‏ مواليد 10 أكتوبر 1908 في مدينة مكسيكو - الوفاة 09 سبتمبر 1975 في مدينة مكسيكو، كان ملاكم محترف مكسيكي. سبق أن شارك في دورة الألعاب الأولمبية الصيفية سنة 1928. حقق الميدالية البرونزية في الألعاب الأولمبية الصيفية 1936.

## الميداليات
| الميدالية | المسابقة                       |
| --------- | ------------------------------ |
| برونزية   | الألعاب الأولمبية الصيفية 1936 |

## روابط خارجية
- فيديل أورتيز على موقع أوليمبيديا (الإنجليزية)